# Aeroportul Kolhapur
Aeroportul Kolhapur (IATA: KLH, ICAO: VAKP) este un aeroport din Maharashtra, India ce deservește zona Kholapur. Aeroportul a fost tranzitat în decembrie 2022 de 10.402 pasageri. A fost numit după zona deservită.
Situat la o altitudine de 608 m, aeroportul dispune de o singură pistă.